# 8809 Roversimonaco
8809 Roversimonaco (1981 WE1) là một tiểu hành tinh vành đai chính được phát hiện ngày 24 tháng 11 năm 1981 bởi E. Bowell ở trạm Anderson Mesa thuộc Đài thiên văn Lowell.